# Wagneriana huanca
Wagneriana huanca là một loài nhện trong họ Araneidae.
Loài này thuộc chi Wagneriana. Wagneriana huanca được Herbert Walter Levi miêu tả năm 1991.